# Kastanjekronad trögfågel
Kastanjekronad trögfågel (Bucco macrodactylus) är en fågel i familjen trögfåglar inom ordningen jakamar- och trögfåglar.

## Utseende
Kastanjekronad trögfågel är en vacker liten trögfågel. Underisdan är vit, ovansidan rödbrun. Den har vidare en svart ögonmask och ett svart bröstband. 

## Utbredning och systematik
Fågeln förekommer från sydöstra Colombia till Venezuela, norra Bolivia och västra Amazonområdet i Brasilien. Den behandlas som monotypisk, det vill säga att den inte delas in i några underarter.

## Levnadssätt
Kastanjekronad trögfågel hittas i låglänt regnskog. Den föredrar skogsbryn och andra områden med tät ungskog, framför allt intill vatten. Liksom de flesta trögfåglar kan den vara svår att få syn på när den sitter still långa perioder, vanligen rätt lågt i skogens nedre och mellersta skikt. 

## Status och hot
Arten har ett stort utbredningsområde, men tros minska i antal, dock inte tillräckligt kraftigt för att den ska betraktas som hotad. Internationella naturvårdsunionen IUCN listar arten som livskraftig (LC).